# Порту-Велью (аэропорт)
Порту-Велью — международный аэропорт в Рондонии. Назван в честь Жоржи Тейшейра де Оливейра, первого губернатора штата.
Аэропорт построен в 7 км от центра Порту-Велью. Открытие состоялось 16 апреля 1969 года. С 1979 года аэропорт управляется компанией Infraero, с 2002 года имеет международный статус.
Имеется одна асфальтовая взлётно-посадочная полоса длиной 2400 м. В 2011 году пассажиропоток составил 983812 человек.